# Dalzellia ranongensis
Dalzellia ranongensis là một loài thực vật có hoa trong họ Podostemaceae. Loài này được M.Kato mô tả khoa học đầu tiên năm 2006.